# Jarl Friis-Mikkelsen
Jarl Friis-Mikkelsen (født 1. december 1951) er en dansk skuespiller, sanger, filminstruktør, tv-vært og tidl. underholdningschef på Danmarks Radio.

## Opvækst og uddannelse
Han er født i Aarhus søn af en norsk mor og en dansk far. Faderen var jurist. Moderen døde, da Jarl var 11 år, og faderen stod tilbage med to børn. Han blev student fra Gammel Hellerup Gymnasium. Herefter studerede han ved Københavns Universitet, så han i 1978 blev cand.mag. i dansk og engelsk. I slutningen af 1970'erne gjorde han sig bemærket i Danmarks Radios P3 samt popgruppen Kester.

## TV- og filmkarriere

### 1980'erne
Jarl Friis-Mikkelsen debuterede på tv under Dansk Melodi Grand Prix 1981 sammen med Jørgen de Mylius. Blev så en flittigt benyttet vært på tv-programmer som Lørdagshjørnet, Smil, det' lørdag og Schyy.. Det er Lørdag. I forbindelse med sit arbejde på Danmarks Radio traf Friis Ole Stephensen, som han udviklede figurerne Brødrene Øb & Bøv med. Det blev grundstenen til et samarbejde, der skabte Walter og Carlo-figurene, samt Morten Korch-parodien Kampen om den røde ko.
Han var underholdningschef på Kanal 2 fra 1988-90.

### 1990'erne
Han fortsatte som populært ansigt hos Danmarks Radio i 1990'erne. Han blev bl.a. vært på sit eget talkshow, Talkshowet, hvor tidens store stjerner fra ind- og udland lod sig interviewe. Friis-Mikkelsen tilrettelagde ligeledes quizzen Skattefrí Lørdag, hvor han var vært sammen med fotomodellen Tina Kjær. I 1990'erne medvirkede Friis-Mikkelsen blandt andet i de fire Krummerne-filmene, som den underkuede og nervøse vaneforbryder Ivan; samt en karakterrolle som narcissistisk vært i tv-serien Charlot og Charlotte.
Han var underholdningschef i Danmarks Radio fra 1994-97. Sammen med Ole Stephensen oprettede han Skandinavisk Filmkompagni A/S, hvor han indtil salget af Skandinavisk Filmkompagni i januar 2010 var Kreativ chef og hoved-aktionær. (1996-2010)

### 2000'erne
Jarl Friis-Mikkelsen genoptog samarbejdet med Ole Stephensen i bryllupsprogrammet Hjælp, skal vi giftes og indledte herefter et samarbejde med komikeren Casper Christensen. Ud over en birolle som sig selv, instruerede han flere afsnit af serien Langt fra Las Vegas. Samarbejdet fortsatte i flere afsnit af Frank Hvam og Casper Christensens Klovn. I 2005 var Jarl vært for Dansk Melodi Grand Prix, og i sidste halvdel af årtiet producerede han flere afsnit af quizzen A-Ha. I 2008 blev Jarl afskediget fra Danmarks Radio og producerede derefter tv-serien Ole & Jarl med Ole Stephensen på TV 2 Charlie. I 2009 deltog Jarl i TV 2's portræt- og underholdningserie Stjernerne på slottet.

### 2010'erne
I 2011 var han sammen med Casper Christensen vært på Zulu Awards og var også vært i TV 2 Charlie-serien De Bedste Grin.
Han er dommer på underholdningsprogrammet Danmark har talent.

## Privat
Jarl Friis-Mikkelsen har været gift tre gange: fra 1985-1989 med modellen Jacqueline Friis-Mikkelsen og fra 1994-1998 med skuespiller Mari-Anne Jespersen. I 2009 blev han gift med Susanne Persson. Han er far til Isabell (f. 1986), Liva (f. 2004) og Ella (f. 2011).
Hans ældste datter Isabell blev gift med komikeren Casper Christensen i 2014.

## Filmografi

### Spillefilm
| År   | Titel                             | Rolle                 | Noter                                                                   |
| ---- | --------------------------------- | --------------------- | ----------------------------------------------------------------------- |
| 1985 | Walter og Carlo - op på fars hat  | Carlo                 | Ole Stephensen spiller Walter.                                          |
| 1986 | Walter og Carlo - yes, det er far | Carlo                 | Ole Stephensen spiller Walter.                                          |
| 1987 | Kampen om den røde ko             | Svend Åge Søndergaard |                                                                         |
| 1989 | Walter og Carlo i Amerika         | Carlo                 | Ole Stephensen medvirker også. Friis-Mikkelsen instruerede også filmen. |
| 1991 | Krummerne                         | forbryderen Ivan      | Peter Schrøder spiller forbryderen Boris.                               |
| 1992 | Krummerne 2 - Stakkels Krumme     | forbryderen Ivan      | Peter Schrøder spiller forbryderen Boris.                               |
| 1994 | Krummerne 3 - Fars gode idé       | forbryderen Ivan      | Peter Schrøder spiller forbryderen Boris.                               |
| 1997 | Sunes familie                     | Georg                 |                                                                         |
| 2002 | Bertram og Co.                    | Onkel Georg           |                                                                         |
| 2006 | Krummerne - Så er det jul igen    | forbryderen Ivan      | Peter Schrøder spiller forbryderen Boris.                               |

### Serier
I de seneste år har han instrueret den første sæson af Langt fra Las Vegas og medvirket i den danske sitcom Klovn med blandt andre Casper Christensen og Frank Hvam.